# Hans Hansen (aviron)
Pour les articles homonymes, voir Hans Hansen (homonymie) et Hansen.
Hans Hansen, né le 1er juin 1915 et mort le 17 juillet 2005, est un rameur d'aviron norvégien.

## Palmarès

### Jeux olympiques
- Londres 1948
  -  Médaille de bronze en huite de pointe avec barreur[1]